# Švališér

Polský švališér chytá zajatce

Švališér či švališar (z francouzského chevau-léger, cheval – kůň, léger – lehký) byl příslušník lehkého jezdectva, které se objevilo poprvé ve Francii za Jindřicha IV. Pluky švališérů se užívaly ještě za napoleonských válek, postupně splynuly s jiným jezdectvem.
Švališéři byli užívání i v armádě habsburské monarchie, resp. rakouského císařství od poloviny 18. století, roku 1851 však byli převedeni k dragounským a husarským jednotkám. Podobné jednotky existovaly i v Sasku a Bavorsku, tam dokonce ještě v průběhu 1. světové války.